# Pachyolpium isolatum
Pachyolpium isolatum är en spindeldjursart som först beskrevs av R. V. Chamberlin 1925.  Pachyolpium isolatum ingår i släktet Pachyolpium och familjen Olpiidae. Inga underarter finns listade i Catalogue of Life.